# イ・ウィウン
イ・ウィウン（朝: 이의웅、中: 李義雄、2001年4月5日 - ）は、韓国の歌手である。ボーイズグループTEMPESTのメンバー。また2人組ユニットHyeongseop X Euiwoongのメンバー。YUE HUA Entertainment所属。TEMPESTではLEW（ルー）の名前で活動している。身長165cm、血液型AB型。

## 来歴
デビュー前、KBS2の番組『アンニョンハセヨ』に出演し「両親が営む店の仕事で学校行事や勉強にまい進できない」という悩みを抱えた出演者として登場したのが芸能界入りのきっかけとなった。
2017年4月7日、Mnetのオーディション番組『PRODUCE 101 SEASON2』に出演し、最終順位23位。同年11月6日、シングル「The Moment of Memory （眩しいほど輝かしい）」を発売し、アン・ヒョンソプとの2人組ユニット・Hyeongseop X Euiwoongとしてデビュー。
2022年3月2日、ボーイズグループ・TEMPESTのメンバーとしてデビュー。

## 出演

### テレビ番組
- アンニョンハセヨ（2016年、KBS2）
- PRODUCE 101 SEASON2（2017年、Mnet）
- THE SHOW（2017年、SBS MTV）
- 脳セク時代（2017年、tvN）
- Get it beauty（2017年、OnStyle）
- こんにちはカウンセラー（2017年、KBS2）
- 魅力TV（2017年、OnStyle）
- Shadow Singer（2017年、tvN）
- Ranking Show 1,2,3（2017年・2018年、MBC）
- 執事 シーズン3（2018年、tvN）
- 週間アイドル（2018年、MBC）
- My box（2018年、OnStayle）
- 隠れ家を脱出 シーズン3（2018年、tvN）
- 実用的なラップ シーズン2（2018年・2019年、EBS）
- ボニハニと遊ぶ（2020年、EBS）